# Lista de senadores do Brasil da 26.ª legislatura
Esta é a lista de senadores do Brasil da 26.ª legislatura do Congresso Nacional. Inclui-se o nome civil dos parlamentares, o partido ao qual eram filiados na data da posse, sua unidade federativa de origem, bem como outras informações. Esta legislatura do Senado Federal durou de 15 de novembro de 1902 a 14 de novembro de 1906.

## Senadores em exercício ao fim da legislatura
| Imagem              | Nome                                                      | Início de mandato       | Fim de mandato          | Observações |
| Alagoas             | Alagoas                                                   | Alagoas                 | Alagoas                 | Alagoas |
| ------------------- | --------------------------------------------------------- | ----------------------- | ----------------------- | --- |
|                     | Macário das Chagas Rocha Lessa                            | 2 de janeiro de 1905    | 14 de novembro de 1906  | Suplente |
|                     | Euclides Vieira Malta                                     | 1° de fevereiro de 1900 | 11 de junho de 1906     | Governador de Alagoas (1906-1909)                                                                                                 |
|                     | Joaquim Paulo Vieira Malta                                | 10 de fevereiro de 1907 | 31 de janeiro de 1911   | Governador de Alagoas |
| Amazonas            |                                                           |                         |                         | |
|                     | Antônio Constantino Nery                                  | 1° de fevereiro de 1901 | 22 de julho de 1904     | Governador do Amazonas (1904-1908)                                                                                                |
|                     | Jônatas Pedrosa                                           | 16 de janeiro de 1897   | 31 de janeiro de 1911   | Governador do Amazonas (1913-1917)                                                                                                |
|                     | Silvério José Nery                                        | 11 de fevereiro de 1904 | 11 de novembro de 1930  | Perdeu o mandato com a vitória da Revolução de 1930, que dissolveu os órgãos legislativos do país, partiu para o exílio na Europa |
| Bahia               |                                                           |                         |                         | |
|                     | Artur César Rios                                          | 1° de fevereiro de 1897 | 25 de agosto de 1906    | Presidente da Câmara dos Deputados (1896-1899)                                                                                    |
|                     | Ruy Barbosa (Ruy Barbosa de Oliveira)                     | 15 de novembro de 1891  | 10 de março de 1921     | Renunciou o mantado em 1921 |
|                     | Virgílio Damásio (Virgílio Clímaco Damásio)               | 15 de novembro de 1891  | 14 de novembro de 1894  | Governador da Bahia (1889-1990)                                                                                                   |
| Ceará               |                                                           |                         |                         | |
|                     | João Cordeiro                                             | 15 de novembro de 1891  | 8 de agosto de 1905     | [ 11 ] |
|                     | Joaquim Catunda (Joaquim de Oliveira Catunda)             | 15 de novembro de 1891  | 28 de julho de 1907     | Faleceu no exercício do cargo |
|                     | Pedro Borges (Pedro Augusto Borges)                       | 13 de julho de 1904     | 31 de janeiro de 1917   | Governador do Ceará (1900-1904)                                                                                                   |
| Espírito Santo      |                                                           |                         |                         | |
|                     | Cleto Nunes Pereira                                       | 15 de novembro de 1898  | 11 de abril de 1908     | Faleceu no exercício do cargo |
|                     | José de Melo Carvalho Muniz Freire                        | 7 de agosto de 1905     | 30 de dezembro de 1914  | Governador do Espírito Santo (1900-1904)                                                                                          |
|                     | Luís de Siqueira da Silva Lima                            | 1° de fevereiro de 1900 | 31 de dezembro de 1908  | Barão de Itapemirim |
| Distrito Federal    |                                                           |                         |                         | |
|                     | Barata Ribeiro                                            | 1° de fevereiro de 1900 | 31 de janeiro de 1909   | [ 17 ] |
|                     | Lauro Sodré                                               | 15 de novembro de 1902  | 31 de janeiro de 1912   | [ 18 ] |
|                     | Tomás Delfino dos Santos                                  | 10 de novembro de 1896  | 14 de novembro de 1906  | [ 19 ] |
| Goiás               |                                                           |                         |                         | |
|                     | Joaquim de Sousa (José Joaquim de Sousa)                  | 15 de novembro de 1891  | 31 de janeiro de 1909   | Governador de Goiás (1889-1890)                                                                                                   |
|                     | Francisco Leopoldo Rodrigues Jardim                       | 16 de setembro de 1899  | 31 de dezembro de 1905  | Governador de Goiás (1895-1898)                                                                                                   |
|                     | Urbano de Gouveia                                         | 1° de fevereiro de 1903 | 23 de julho de 1909     | Governador de Goiás (1909-1912)                                                                                                   |
| Maranhão            |                                                           |                         |                         | |
|                     | Manuel Inácio Belfort Vieira                              | 1° de fevereiro de 1897 | 31 de janeiro de 1909   | Governador do Maranhão (1890-1895)                                                                                                |
|                     | Benedito Pereira Leite                                    | 22 de maio de 1896      | 28 de fevereiro de 1906 | Governador do Maranhão (1906-1908)                                                                                                |
|                     | Augusto Gomes de Castro (Augusto Olímpio Gomes de Castro) | 15 de novembro de 1894  | 31 de janeiro de 1909   | Governador do Maranhão (1870-1875)                                                                                                |
| Mato Grosso         |                                                           |                         |                         | |
|                     | Antônio Azeredo (Antônio Francisco Azeredo)               | 1° de fevereiro de 1897 | 11 de novembro de 1930  | Perdeu o mandato com a vitória da Revolução de 1930, que dissolveu os órgãos legislativos do país, partiu para o exílio na Europa |
|                     | Joaquim Murtinho (Joaquim Duarte Murtinho)                | 15 de novembro de 1902  | 18 de novembro de 1911  | Faleceu no exercício do cargo |
|                     | José Metello (José Maria Metello)                         | 1° de fevereiro de 1900 | 31 de dezembro de 1908  | [ 27 ] |
| Minas Gerais        |                                                           |                         |                         | |
|                     | Júlio Bueno Brandão                                       | 1° de fevereiro de 1897 | 26 de outubro de 1908   | Governador de Minas Gerais (1908-1914)                                                                                            |
|                     | Carlos Vaz de Melo                                        |                         |                         | [ 29 ] |
|                     | João Pinheiro da Silva                                    | 1° de janeiro de 1905   | 6 de setembro de 1906   | Governador de Minas Gerais (1906-1908)                                                                                            |
| Pará                |                                                           |                         |                         | |
|                     | Justo Chermont (Justo Pereira Leite Chermont)             | 1° de fevereiro de 1900 | 31 de janeiro de 1909   | Governador do Pará (1889-1891) |
|                     | Manuel Barata (Manuel de Mello Cardoso Barata)            | 15 de novembro de 1891  | 14 de novembro de 1906  | [ 32 ] |
|                     | José Paes de Carvalho                                     | 15 de janeiro de 1905   | 31 de dezembro de 1912  | Governador do Pará (1897-1901) |
| Paraíba             |                                                           |                         |                         | |
|                     | José de Almeida Barreto                                   | 1° de fevereiro de 1891 | 14 de novembro de 1906  | [ 34 ] |
|                     | Antônio Alfredo da Gama Melo                              | 15 de novembro de 1902  | 6 de abril de 1908      | [ 35 ] |
|                     | Valfredo Leal                                             | 1° de fevereiro de 1909 | 31 de janeiro de 1917   | Monsenhor |
| Paraná              |                                                           |                         |                         | |
|                     | Alberto José Gonçalves                                    | 1° de fevereiro de 1897 | 30 de novembro de 1905  | Foi nomeado bispo católico pelo Papa Pio X dia 5 de dezembro de 1908, com posse no dia 28 de fevereiro de 1909                    |
|                     | Francisco Xavier da Silva                                 | 24 de fevereiro de 1904 | 25 de abril de 1908     | Quatro vezes Governador do Paraná (1892-1893), (1894-1896), (1900-1904) e (1908-1912)                                             |
|                     | Vicente Machado (Vicente Machado da Silva Lima)           | 7 de janeiro de 1895    | 14 de novembro de 1902  | Vice-Governador do Paraná (1893-1894)                                                                                             |
| Pernambuco          |                                                           |                         |                         | |
|                     | Antônio Gonçalves Ferreira                                | 8 de abril de 1904      | 31 de dezembro de 1914  | Governador de Pernambuco (1900-1904)                                                                                              |
|                     | Herculano Bandeira                                        | 3 de março de 1901      | 6 de abril de 1908      | Governador de Pernambuco (1908-1911)                                                                                              |
|                     | Francisco de Assis Rosa e Silva                           | 15 de novembro de 1895  | 15 de novembro de 1898  | Vice-Presidente do Brasil (1898-1902)                                                                                             |
| Piauí               |                                                           |                         |                         | |
|                     | Álvaro de Assis Osório Mendes                             | 1° de fevereiro de 1900 | 30 de junho de 1904     | Governador do Piauí (1904-1907)                                                                                                   |
|                     | Joaquim Nogueira Paranaguá                                | 21 de fevereiro de 1899 | 14 de novembro de 1906  | [ 44 ] |
|                     | Raimundo Artur de Vasconcelos                             | 19 de fevereiro de 1904 | 31 de dezembro de 1908  | [ 45 ] |
| Rio de Janeiro      |                                                           |                         |                         | |
|                     | Nilo Peçanha                                              | 3 de maio de 1903       | 31 de dezembro de 1903  | Presidente da República (1909-1910)                                                                                               |
|                     | Carlos Augusto de Oliveira Figueiredo                     | 18 de janeiro de 1904   | 5 de novembro de 1911   | Foi Governador de Minas Gerais (1886-1887)                                                                                        |
|                     | Manuel Martins Torres                                     | 11 de fevereiro de 1901 | 28 de fevereiro de 1905 | [ 48 ] |
| Rio Grande do Norte |                                                           |                         |                         | |
|                     | Joaquim Ferreira Chaves                                   | 26 de março de 1900     | 31 de dezembro de 1913  | Governador do Rio Grande do Norte (1896-1900)                                                                                     |
|                     | Pedro de Albuquerque Maranhão                             | 1° de fevereiro de 1897 | 9 de dezembro de 1907   | Primeiro Governador do Rio Grande do Norte                                                                                        |
|                     | José Bernardo (José Bernardo de Medeiros)                 | 1° de fevereiro de 1891 | 15 de janeiro de 1907   | Faleceu no exercício do cargo |
| Rio Grande do Sul   |                                                           |                         |                         | |
|                     | Pinheiro Machado (José Gomes Pinheiro Machado)            | 1° de janeiro de 1890   | 8 de setembro de 1915   | Presidente do Senado Federal (1902-1903)                                                                                          |
|                     | Júlio Frota (Júlio Anacleto Falcão da Frota)              | 6 de maio de 1890       | 5 de março de 1909      | Faleceu no exercício do cargo |
|                     | Ramiro Barcellos (Ramiro Fortes de Barcellos)             | 1° de fevereiro de 1891 | 14 de novembro de 1906  | [ 54 ] |
| Santa Catarina      |                                                           |                         |                         | |
|                     | Filipe Schmidt                                            | 29 de setembro de 1902  | 27 de outubro de 1914   | Duas vezes Governador de Santa Catarina (1898-1902) e (1914-1918)                                                                 |
|                     | Hercílio Luz                                              | 24 de novembro de 1900  | 27 de setembro de 1927  | Três vezes Governador de Santa Catarina (1894-1898), (1918-1922) e (1922-1924)                                                    |
|                     | Gustavo Richard                                           | 15 de novembro de 1894  | 14 de novembro de 1906  | Governador de Santa Catarina (1890-1891)                                                                                          |
| São Paulo           |                                                           |                         |                         | |
|                     | Francisco Glicério                                        | 28 de abril de 1902     | 12 de abril de 1916     | Faleceu no exercício do cargo |
|                     | Alfredo Ellis                                             | 15 de fevereiro de 1903 | 30 de junho de 1925     | Faleceu no exercício do cargo |
|                     | Joaquim Lopes Chaves                                      | 22 de fevereiro de 1903 | 4 de agosto de 1909     | Suplente de Paula Sousa |
| Sergipe             |                                                           |                         |                         | |
|                     | Martinho Garcez                                           | 1° de fevereiro de 1900 | 31 de janeiro de 1909   | [ 61 ] |
|                     | Coelho e Campos (José Luís Coelho e Campos)               | 11 de fevereiro de 1890 | 20 de dezembro de 1913  | Nomeado Ministro do STF em 1913                                                                                                   |
|                     | Olímpio Campos                                            | 25 de outubro de 1902   | 14 de novembro de 1906  | Organizou o partido católico, OPC, de efêmera duração                                                                             |